# 07th Expansion
07th Expansion é uma produtora dōjin japonesa especializada na criação de romances visuais. Eles começaram desenhando para o jogo de cartas colecionáveis chamado Leaf Fight, mas são conhecidos por criar a série de jogos When They Cry. Os remakes para consoles de Higurashi e Umineko foram produzidos pela Alchemist.

## Membros
- Ryukishi07 - fundador
- Yatazakura - co-fundador
- BT - gerenciador do site

## Obras

### Visual novels
Higurashi
- Higurashi When They Cry
  - Ch.1 Onikakushi: 10 de agosto de 2002 (Comiket 62)
  - Ch.2 Watanagashi: 29 de dezembro de 2002 (Comiket 63)
  - Ch.3 Tatarigoroshi: 15 de agosto de 2003 (Comiket 64)
  - Ch.4 Himatsubushi: 13 de agosto de 2004 (Comiket 66)
- Higurashi Kai
  - Ch.5 Meakashi: 30 de dezembro 30 de 2004 (Comiket 67)
  - Ch.6 Tsumihoroboshi: 14 de agosto de 2005 (Comiket 68)
  - Ch.7 Minagoroshi: 30 de dezembro 30 de 2005 (Comiket 69)
  - Ch.8 Matsuribayashi: 13 de agosto de 2006 (Comiket 70)
- Higurashi Rei (fan disc): 31 de dezembro de 2006 (Comiket 71)
- Higurashi no Naku Koro ni Hō (fan disc):17 de agosto de 2014 (Comiket 86)

Umineko
- Umineko When They Cry
  - Episode 1: Legend of the Golden Witch: 17 de agosto de 2007 (Comiket 72)
  - Episode 2: Turn of the Golden Witch: 31 de dezembro de 2007 (Comiket 73)
  - Episode 3: Banquet of the Golden Witch: 16 de agosto de 2008 (Comiket 74)
  - Episode 4: Alliance of the Golden Witch: 29 de dezembro de 2008 (Comiket 75)
- Umineko When They Cry Chiru
  - Episode 5: End of the Golden Witch: 15 de agosto de 2009 (Comiket 76)
  - Episode 6: Dawn of the Golden Witch: 30 de dezembro de 2009 (Comiket 77)
  - Episode 7: Requiem of the Golden Witch: 14 de agosto de 2010 (Comiket 78)
  - Episode 8: Twilight of the Golden Witch: 31 de dezembro de 2010 (Comiket 79)
- Umineko no Naku Koro ni Tsubasa (fan disc): 31 de dezembro de 2010 (Comiket 79)
- Umineko no Naku Koro ni Hane (fan disc): 31 de dezembro de 2011 (Comiket 81)
- Umineko no Naku Koro ni Saku (fan disc): 4 de outubro de 2019[3]

Ciconia
- Ciconia When They Cry
  - Phase 1: For You, the Replaceable Ones: 4 de outubro de 2019
  - Phase 2 : Adiado

#### Outras
- Higanbana no Saku Yoru ni
  - Dai-ichi Ya: 13 de agosto de 2011 (Comiket 80)
  - Dai-ni Ya: 31 de dezembro de 2011 (Comiket 81)
- Rose Guns Days
  - Season 1: 11 de agosto de 2012 (Comiket 82)
  - Season 2: 31 de dezembro de 2012 (Comiket 83)
  - Season 3: 10 de agosto de 2013 (Comiket 84)
  - Last Season: 31 de dezembro de 2013 (Comiket 85)
- Trianthology: Sanmenkyō no Kuni no Alice:[4] 31 de agosto 2016 (Comiket 90)

### Jogos de luta
- Umineko: Golden Fantasia : 31 de dezembro de 2010 (Comiket 79)
  - Gon Musōkyoku Cross : 31 de dezembro de 2011 (Comiket 81)

### Jogos de cartas
- Leaf Fight
- Tagai o Otoko no Ko Maid ni Chōkyōshiau Jogo : 18 de novembro de 2012[5][6]